# Bombe à retardement

Schéma d'une bombe à retardement sous la forme d'une bombe artisanale, ici une bombe tuyau.

Une bombe à retardement est une bombe ou un engin explosif dont l'explosion est déclenchée par une minuterie ou une horloge.